# أبواب الأزهر
أبواب الأزهر هي 8 أبواب في الجامع الأزهر في القاهرة في مصر. هما باب المزينين، و باب المغاربة، و باب الصعايده، و باب الشوام، و باب الجوهريه، و باب صغير.

## الأبواب
- باب المزينين  يتكون من مدخلين وهو أكبر و أشهر أبواب الأزهر و المدخل الرئيسي للجامع، و سبب تسميته هو قبيلة مزينة والتي أطلق عليهم فيما بعد المزينين والصحيح هو المزنيين نسبة إلى قبيلة مزينة العريقة . باب المزينين يضم من داخله المدرسة الطيبرسية والمدرسة الأقبغاوية.[1] الذي نُقش عليه تاريخ إنشائه واسم بانيه وهو السلطان قايتباي من سلاطين الدولة المملوكية :

| أبواب الأزهر | «أمر بإنشاء هذا الباب والمئذنه الشريف مولانا الأشرف قايتباى بتاريخ ثلاثة من رجب ...» | أبواب الأزهر |

و على واجهة الباب من الخارج كُتب ابيات مموهه بالذهب، أول ابياتها تقول :
| أبواب الأزهر | «إن للعلم أزهرا يتسامى .:. كسماء ما طاولتها سماء» | أبواب الأزهر |

- باب المغاربة يعتقد أنه من أبواب الأزهر الأصلية و بني على إشراف الوكالة التي أنشأها السلطان قايتباي و سكته متصلة بالمقصورة في الجامع القديم. عن طريق هذا الباب يدخل الزاير صحن الجامع بعد تجاوز بين حاجز المغاربة و رواقين السناريه و الأتراك.
- باب الصعايده بناه الأمير عبد الرحمن كتخدا موجود بعد باب الشوام في اتجاه حارة الباطليه و حارة كتامه. من تجاوز هذا الباب يكون دخل رواق الصعايده و بيت القناديلى و مدفن الكتخدا و مقصوره الجامع الجديدة. الخديوي توفيق كان من هدم الباب و بناه مرة أخرى تحت اشراف الأمير أدهم باشا الذي نقش فوق واجهته من الخارج قصيده من ثلاث أبيات وأول ابياتها يقول:

| أبواب الأزهر | «باليمن اقبل باب سعد الأزهرى .:. وسلمت محاسنه وبأعجب منظر» | أبواب الأزهر |

- باب الشربة موجود جنب قبة الجامع الجديدة بجانب بيت السيد عمر مكرم نقيب الأشراف و اللى بناه كان الأمير عبد الرحمن كتخدا.
- باب صغير موجود ناحية زاوية العميان جنب الباب الثاني لبيت السيد عمر مكرم و يتصل بمقصورة الجامع الجديدة و من يخرج منه يصل إلى عطفة الشنوانى اللى توصل للشارع الجديد بجانب المشهد الحسيني.